# Houthis
El moviment houthi (àrab: الحوثيون, al-ḥūṯiyyūn), oficialment Ansar Al·lah (àrab: أنصار الله, ʾAnṣār Allāh, lit. 'Partidaris de Déu') és un moviment islamista predominantment xiïta zaidita que opera al Iemen i el lideratge del qual prové en gran manera dels seguidors de Hussein Badraddin al-Huthi. També són coneguts com el «clan poderós» i com els Joves Creients (àrab: الشباب المؤمن, ax-Xabāb al-Muʿmin).

## Nom del grup
Pren el nom de Hussein Badraddin al-Huthi, el seu anterior comandant, mort per les forces armades del Iemen en setembre del 2004. Altres comandants, com ara Ali al-Qatwani, Abu Haider, Abbas Aidah i Yússuf al-Madani (un fillastre d'Hussein al-Huthi), també van ser abatuts per les forces armades del Iemen. Es diu que Hussein Badraddin al-Huthi, un germà del fundador del grup, n'és el líder espiritual. Els houthis han estat en conflicte amb militants salafistes, sunnites i takfirites.

## Control territorial
Mitjançant la seva insurrecció armada, han controlat tota la governació de Sadah i parts de les governacions d'Amran, Yauf i Hajjah. El 9 de novembre del 2011, els rebels houthis controlaven les governacions de Sadah i Yauf, i estaven a prop de conquerir la governació de Hajjah: això els hauria permès llançar un atac contra la capital nacional Sanà. El maig del 2012, els houthis controlaven la major part de les governacions de Sadah, Yauf i Hajjah, tenien accés a la mar Roja, i havien començat a construir barricades prop de Sanà.
El 20 de gener de 2015 van prendre el palau presidencial de Sanà. El moviment va prendre oficialment el control del govern iemenita el 6 de febrer, dissolent el parlament i declarant el seu Comitè Revolucionari l'autoritat en funcions al Iemen. El 20 de març, les mesquites al-Badr i al-Hashoosh van patir un atemptat suïcida durant les oracions del migdia i l'Estat Islàmic va reivindicar-ne l'autoria. Les explosions van matar 142 fidels houthis i en van ferir més de 351, en el que esdevingué l'atac terrorista més mortífer de la història del Iemen.
El gener de 2021, el govern de Donald Trump als EUA van designar els houthis com a «grup terrorista estranger», fet que va generar pors per una possible escassetat d'ajuda al Iemen, però aquesta mesura va ser revertida al mes següent quan Joe Biden va esdevenir nou president americà.
El 31 d'octubre de 2023, en el context de la Guerra entre Israel i Gaza de 2023, els houthis van declarar la guerra a Israel. Van imposar un bloqueig naval a la mar Roja, on van arribar a disparar un míssil balístic contra Elat, al sud d'Israel. Encara que els houthis van dir que només atacarien vaixells vinculats a Israel, els Estats Units o la Gran Bretanya, han atacat indiscriminadament els vaixells de moltes nacions. Entre octubre de 2023 i març de 2024, els houthis van atacar vaixells al Mar Roig en més de seixanta ocasions, i per evitar els atacs, centenars de vaixells comercials han estat redirigits per navegar per Sud-àfrica.
Els Estats Units van organitzar l'Operació Guardià de la Prosperitat per a garantir la seguretat i la llibertat de navegació al Mar Roig per la via militar integrada inicialment pels Estats Units, Regne Unit, França, Espanya, Itàlia, Països Baixos, Canadà, Noruega, Bahrain i Seychelles.
Una munició rondadora va impactar al centre de Tel-Aviv el 19 de juliol matant un resident en una zona amb hotels els quals acullen els desplaçats de la frontera nord d'Israel amb el Líban, i una oficina de l'ambaixada dels Estats Units també és a prop del lloc de l'atac.
Els Estats Units, el Regne Unit i Israel per la seva banda van atacar repetidament les instal·lacions del port d'al-Hudayda, controlada pels houthis, en operacions conjuntes, i els bombardeigs es van reprendre amb la investidura de Donald Trump.

## Líders
- Hussein Badraddin al-Huthi, former leader (assassinat el 2004).
- Abdul-Malik Badraddin al-Huthi, líder des del 2004.
- Yahia Badraddin al-Huthi, senior líder.
- Abdul-Karim Badraddin al-Huthi, comandant militar.
- Badr Eddin al-Huthi, líder espiritual i fundador (va morir el 2010).
- Abu Ali Abdullah al-Hakem al-Huthi, comandant militar.
- Saleh Habra, líder polític.

## Efectius
El 2005, es calculava que els houthis disposaven d'entre 1.000 i 3.000 combatents, i el 2009, entre 2.000 i 10.000 soldats. En el Iemen Post es va afirmar que tenien més de 100.000 efectius armats. Segons l'expert Ahmed al-Bahri, els houthis poden tenir entre 100.000 i 120.000 seguidors, entre combatents i simpatitzants desarmats.